# Zápas na Letních olympijských hrách 2016 – muži, řecko-římský do 75 kg
Zápasy v řecko-římském (klasickém) stylu na Letních olympijských hrách v Riu v kategorii velterových vah mužů proběhly v hale Carioca Arena 2 v přilehlé části Ria de Janeira v Barra da Tijuca 14. srpna 2016.

## Finále
| finále       |              |
| ------------ | ------------ |
| Roman Vlasov | Roman Vlasov |
| Mark Madsen  | Roman Vlasov |

## Opravy / O bronz
Do oprav se dostali klasici, kteří během turnaje v pavouku prohráli svůj zápas s jedním ze dvou finalistů.
| opravy    | opravy        | o bronz        |               |
| --------- | ------------- | -------------- | ------------- |
| volný los | Kim Hjon-u    | Kim Hjon-u     | Kim Hjon-u    |
| volný los | Kim Hjon-u    | Kim Hjon-u     | Kim Hjon-u    |
|           | Jang Pin      | Kim Hjon-u     | Kim Hjon-u    |
|           |               | Božo Starčević | Kim Hjon-u    |
| volný los | Saíd Abdeválí | Saíd Abdeválí  | Saíd Abdeválí |
| volný los | Saíd Abdeválí | Saíd Abdeválí  | Saíd Abdeválí |
|           | Viktor Nemeš  | Saíd Abdeválí  | Saíd Abdeválí |
|           |               | Péter Bácsi    | Saíd Abdeválí |

## Pavouk
|   | 1/32               | 1/16                | čtvrtfinále      | semifinále     | finále       |
| - | ------------------ | ------------------- | ---------------- | -------------- | ------------ |
| A | volný los          | Roman Vlasov        | Roman Vlasov     | Roman Vlasov   | Roman Vlasov |
| A | volný los          | Roman Vlasov        | Roman Vlasov     | Roman Vlasov   | Roman Vlasov |
| A | volný los          | Kim Hjon-u          | Roman Vlasov     | Roman Vlasov   | Roman Vlasov |
| A | volný los          | Kim Hjon-u          | Roman Vlasov     | Roman Vlasov   | Roman Vlasov |
| A | volný los          | Jang Pin            | Jang Pin         | Roman Vlasov   | Roman Vlasov |
| A | volný los          | Jang Pin            | Jang Pin         | Roman Vlasov   | Roman Vlasov |
| A | volný los          | Zied Ayet Ikram     | Jang Pin         | Roman Vlasov   | Roman Vlasov |
| A | volný los          | Zied Ayet Ikram     | Jang Pin         | Roman Vlasov   | Roman Vlasov |
| B | volný los          | Andy Bisek          | Andy Bisek       | Božo Starčević | Roman Vlasov |
| B | volný los          | Andy Bisek          | Andy Bisek       | Božo Starčević | Roman Vlasov |
| B | volný los          | Yurisandy Hernández | Andy Bisek       | Božo Starčević | Roman Vlasov |
| B | volný los          | Yurisandy Hernández | Andy Bisek       | Božo Starčević | Roman Vlasov |
| B | volný los          | Božo Starčević      | Božo Starčević   | Božo Starčević | Roman Vlasov |
| B | volný los          | Božo Starčević      | Božo Starčević   | Božo Starčević | Roman Vlasov |
| B | volný los          | Selçuk Çebi         | Božo Starčević   | Božo Starčević | Roman Vlasov |
| B | volný los          | Selçuk Çebi         | Božo Starčević   | Božo Starčević | Roman Vlasov |
| C | volný los          | Mark Madsen         | Mark Madsen      | Mark Madsen    | Mark Madsen  |
| C | volný los          | Mark Madsen         | Mark Madsen      | Mark Madsen    | Mark Madsen  |
| C | volný los          | Saíd Abdeválí       | Mark Madsen      | Mark Madsen    | Mark Madsen  |
| C | volný los          | Saíd Abdeválí       | Mark Madsen      | Mark Madsen    | Mark Madsen  |
| C | volný los          | Dilshod Turdiev     | Viktor Nemeš     | Mark Madsen    | Mark Madsen  |
| C | volný los          | Dilshod Turdiev     | Viktor Nemeš     | Mark Madsen    | Mark Madsen  |
| C | volný los          | Viktor Nemeš        | Viktor Nemeš     | Mark Madsen    | Mark Madsen  |
| C | volný los          | Viktor Nemeš        | Viktor Nemeš     | Mark Madsen    | Mark Madsen  |
| D | Daniel Aleksandrov | Daniel Aleksandrov  | Péter Bácsi      | Péter Bácsi    | Mark Madsen  |
| D | Arsen Džulfalakjan | Daniel Aleksandrov  | Péter Bácsi      | Péter Bácsi    | Mark Madsen  |
| D | Carlos Muñoz       | Péter Bácsi         | Péter Bácsi      | Péter Bácsi    | Mark Madsen  |
| D | Péter Bácsi        | Péter Bácsi         | Péter Bácsi      | Péter Bácsi    | Mark Madsen  |
| D | Elvin Mursalijev   | Elvin Mursalijev    | Elvin Mursalijev | Péter Bácsi    | Mark Madsen  |
| D | Mahmoud Fawzy      | Elvin Mursalijev    | Elvin Mursalijev | Péter Bácsi    | Mark Madsen  |
| D | Zurab Datunašvili  | Dosdžan Kartikov    | Elvin Mursalijev | Péter Bácsi    | Mark Madsen  |
| D | Dosdžan Kartikov   | Dosdžan Kartikov    | Elvin Mursalijev | Péter Bácsi    | Mark Madsen  |